# Eduard Latîpov
Eduard Latîpov (n. 21 martie 1994, Hrodna, Belarus) este un biatlonist ce a reprezentat Rusia, medaliat olimpic. A participat la o ediție a Jocurilor Olimpice (2022) în care a câștigat o medalie de bronz.